# Rejon kalewalski

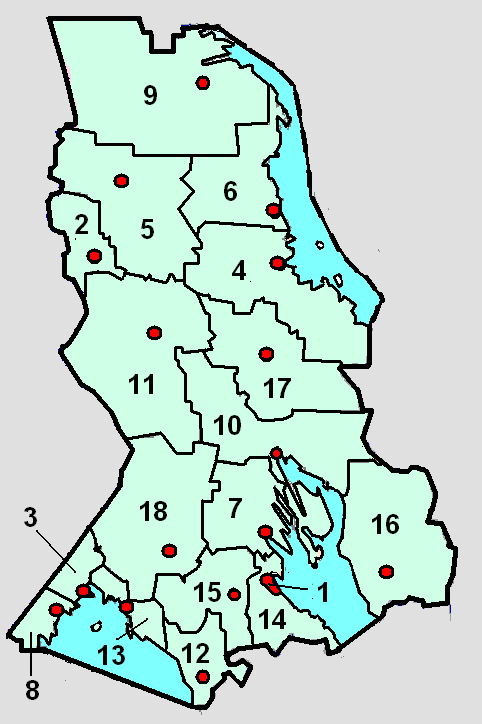
Podział administracyjny Karelii. Rejon kalewalski oznaczony jest numerem 5.
Czerwony punkt na terenie rejonu pokazuje lokalizację ośrodka administracyjnego

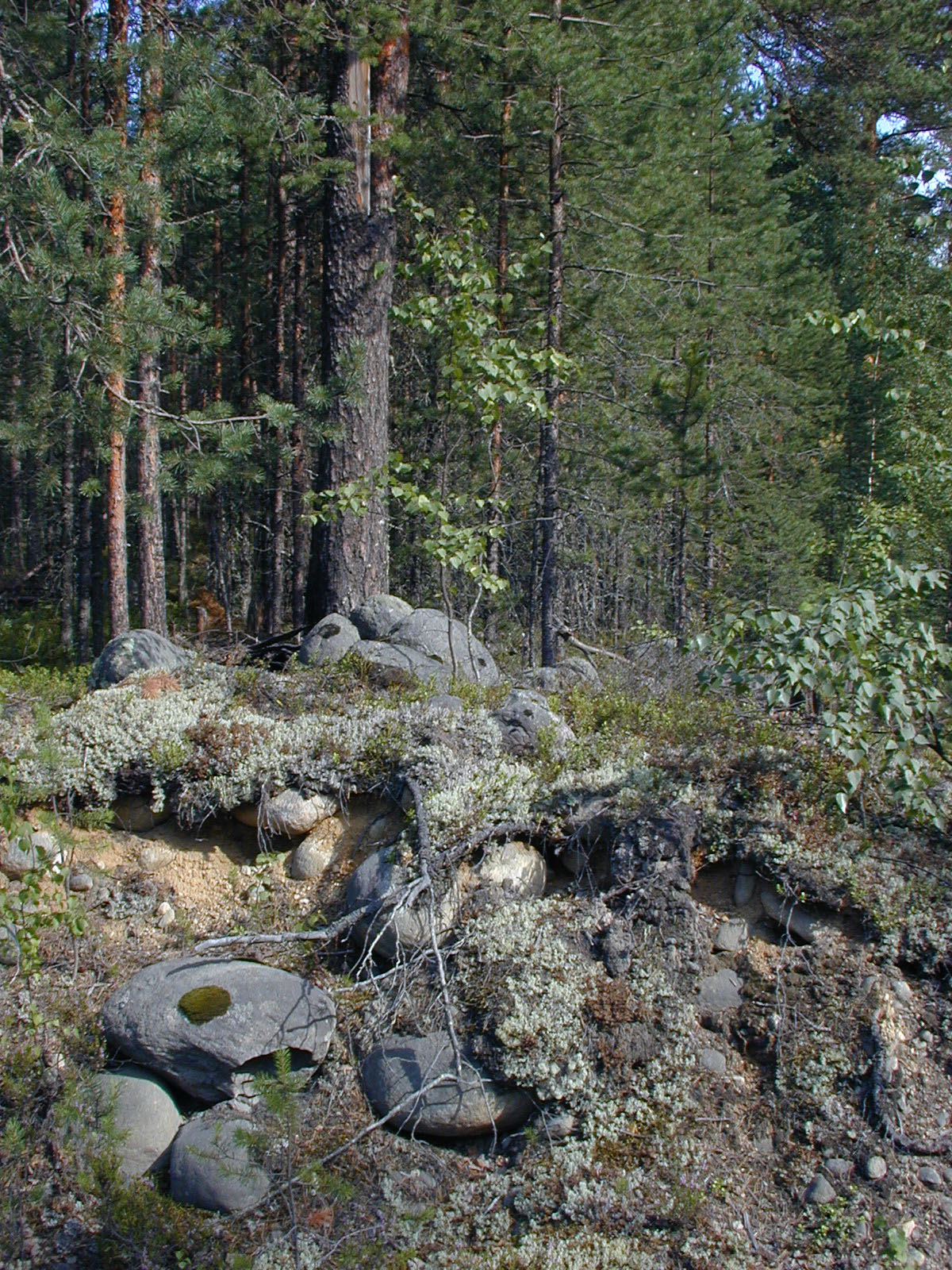
karelska tajga

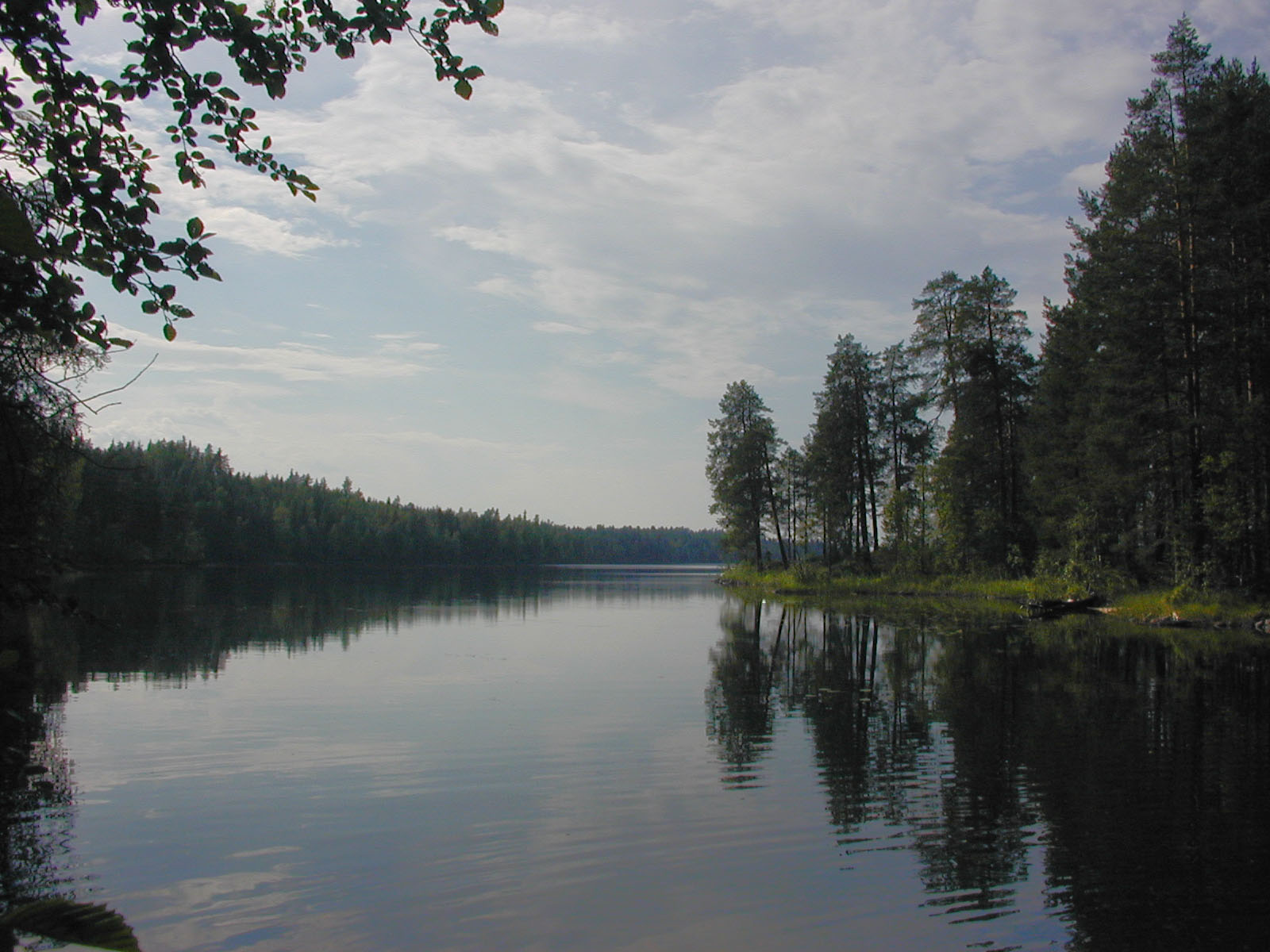
karelskie jezioro

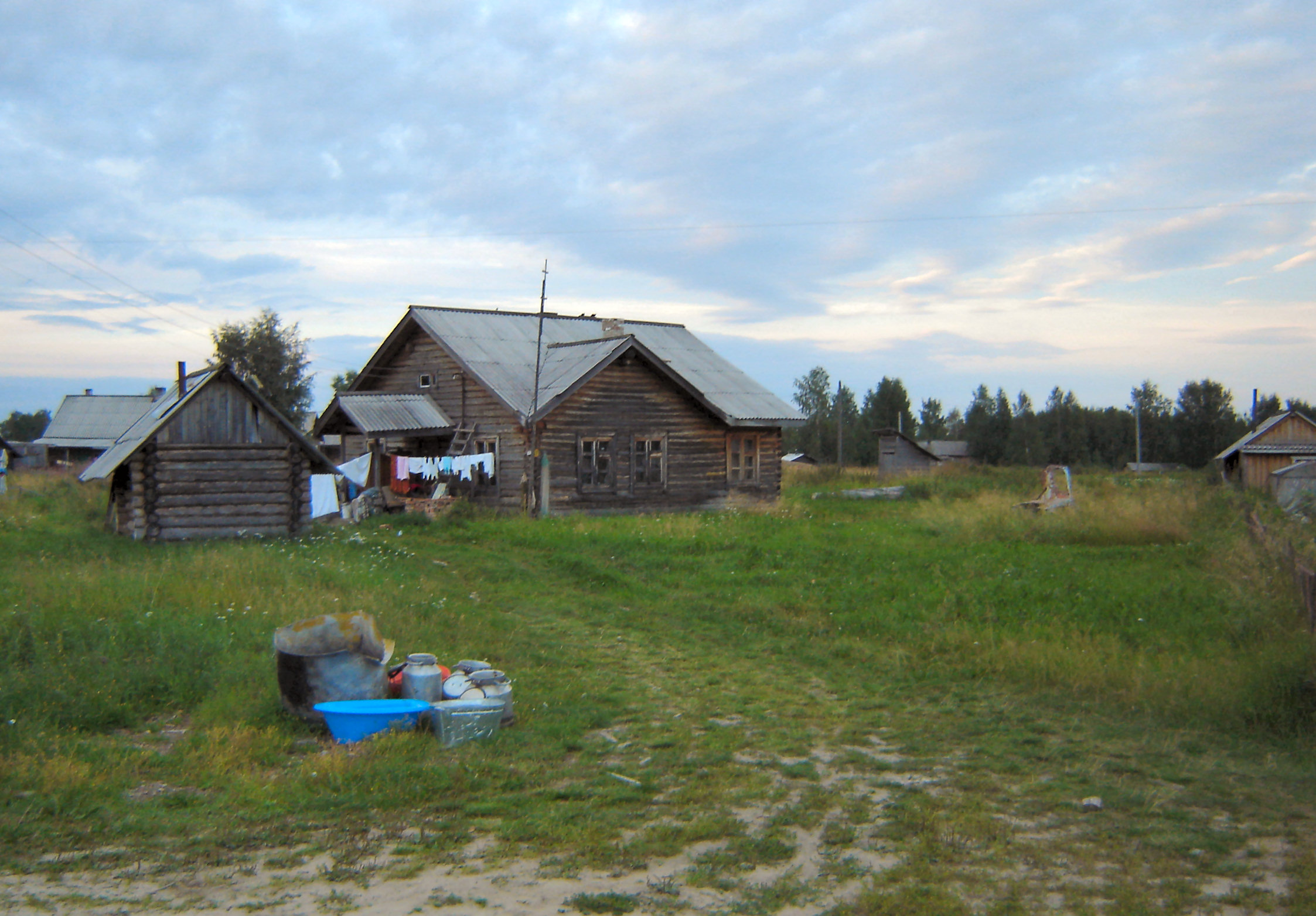
typowa karelska osada

Rejon kalewalski, właściwie Kalewalski Rejon Narodowy (ros.  Калевальский национальный район ) – rejon w północno-zachodniej Rosji, wchodzący w skład rosyjskiej Republiki Karelii.

## Położenie
Rejon kalewalski leży na północnym zachodzie Karelii, przy granicy z Finlandią.

## Powierzchnia
Rejon ma powierzchnię 13,3 tys. km²; większość obszaru stanowi równina przechodząca na zachodzie w wyżynę. większą jej część stanowią lasy iglaste typu tajgowego, złożone głównie z sosen z niewielką domieszką świerków i drzew liściastych. Na terenie tym znajdują się liczne rzeki oraz jeziora, spośród których największe jest jezioro Kujto. Wszystkie jeziora łącznie zajmują 1/6 terytorium rejonu. Znaczną część obszaru rejonu stanowią rozległe bagna i torfowiska.

## Ludność
Rejon zamieszkany jest przez 10.252 osób (2005 r.), głównie rdzennych mieszkańców Karelii – Karelów (ok. 45,1%), a także przez ludność napływową: głównie Rosjan (ok. 40,9%), Białorusinów (6,6%) i Ukraińców (4,4%). Osadnicy niewywodzący się z autochtonicznej ludności zamieszkują niemal wyłącznie w większych ośrodkach osadniczych.
Rejon kalewalski jest jedynym rejonem Karelii, w którym autochtoniczny Karelowie stanowią najliczniejszą grupę ludności, stąd w oficjalnej nazwie tej jednostki administracyjnej znalazło się określenie „Narodowy”.
4.793 osób zamieszkuje na wsiach, stąd ludność miejska stanowi ponad 53% populacji.
Gęstość zaludnienia na terenie rejonu jest jedną z najniższych w Karelii i wynosi średnio 0,77 os./km², jednak poza miasteczkiem Kalewała, na obszarach wiejskich jest ona znacznie niższa i tam 1 osoba przypada na kilka km².

## Ośrodek administracyjny
Jedynym ośrodkiem typu miejskiego na terenie Kalewalskiego Rejonu Narodowego jest skupiająca ponad połowę ludności rejonu – Kalewała (do roku 1963 nosząca nazwę Uchta), licząca 5.459 mieszkańców (2005 r.), która jest ośrodkiem administracyjnym tej jednostki podziału terytorialnego.

## Gospodarka
Gospodarka rejonu, podobnie jak gospodarka całej Karelii po rozpadzie ZSRR pogrążona jest w kryzysie.
Podstawowymi źródłami utrzymania dla mieszkańców rejonu jest pozyskiwanie drewna dla potrzeb przemysłu, chów zwierząt, a także tradycyjne zajęcia: myślistwo i rybołówstwo (śródlądowe).
W większych ośrodkach osadniczych, głównie w Kalewali, znajduje się niewielki przemysł drzewny, a także małe zakłady przemysłu spożywczego, zatrudniające po kilka-kilkanaście osób (jak piekarnie czy masarnie), produkujące na rynek lokalny. Spore znaczenie ma także rynek szeroko rozumianych usług.
Górnictwo, mimo znajdowania się na terenie rejonu złóż surowców mineralnych, nie odgrywa większej roli, podobnie jak rolnictwo.
Z powodów klimatycznych uprawiane są jedynie w niewielkich ilościach, dla zaspokojenia części lokalnych potrzeb odporne na złe warunki, szybko rosnące warzywa oraz zboża: jęczmień, rzadziej żyto, także w niewielkich ilościach.

## Bogactwa naturalne
Podstawowym bogactwem tej jednostki administracyjnej jest drewno z zajmujących ok. 75% powierzchni lądowej lasów.
Na terenie rejonu znajdują się złoża rud żelaza, molibdenu, miedzi, a także kwarc i torf.

## Klimat
Na terenie rejonu kalewalskiego panuje klimat umiarkowany typu chłodnego, przejściowy pomiędzy morskim a kontynentalnym.
Lato krótkie i dość ciepłe, zima długa i chłodna
Średnia roczna temperatura powietrza wynosi ok. 3°. Średnia temperatura najchłodniejszego miesiąca – lutego wynosi -12 °C, zaś najcieplejszego – czerwca – ok. +16 °C.
Okres bez przymrozków wynosi zwykle poniżej 100 dni.